# Jorefjorden
Jorefjorden este o arie protejată (arie specială de conservare — SAC, sit de importanță comunitară — SCI) din Suedia întinsă pe o suprafață de 632,7 ha, integral pe uscat.

## Localizare
Centrul sitului Jorefjorden este situat la coordonatele 58°35′00″N 11°16′09″E / 58.5832°N 11.2692°E.

## Înființare
Situl Jorefjorden a fost declarat sit de importanță comunitară în mai 2001 pentru a proteja un număr necunoscut de specii din flora spontană și fauna sălbatică aflate în arealul zonei. Situl a fost protejat și ca arie specială de conservare în martie 2011.

## Biodiversitate
Situată în ecoregiunile boreală și marină Atlantică, aria protejată conține 12 habitate naturale: Pajiști uscate seminaturale și facies de acoperire cu tufișuri pe substraturi calcaroase (Festuco-Brometalia) (* situri importante pentru orhidee), Faleze cu vegetație de pe coastele atlantice și baltice, Pajiști cu Molinia pe soluri calcaroase, turboase sau argilos-nămoloase (Molinion caeruleae), Pajiști uscate europene, Terase mlăștinoase și terase nisipoase neacoperite de apă la reflux, Pajiști fino-scandinave uscate până la mezice, bogate în specii de altitudine mică, Vegetație perenă pe țărmurile stâncoase, Golfuri mici largi și golfuri puțin adânci, Formațiuni ierboase bogate în specii de Nardus, dezvoltate pe substraturi silicioase în zone montane (și în zone submontane, în Europa continentală), Roci stâncoase cu vegetație pionieră de Sedo-Scleranthion sau Sedo albi-Veronicion dillenii, Estuare, Pășuni atlantice udate de apa mării (Glauco-Puccinellietalia maritimae).
La baza desemnării sitului se află un număr nedeclarat de specii protejate.